# 爱德华无花果鹦鹉

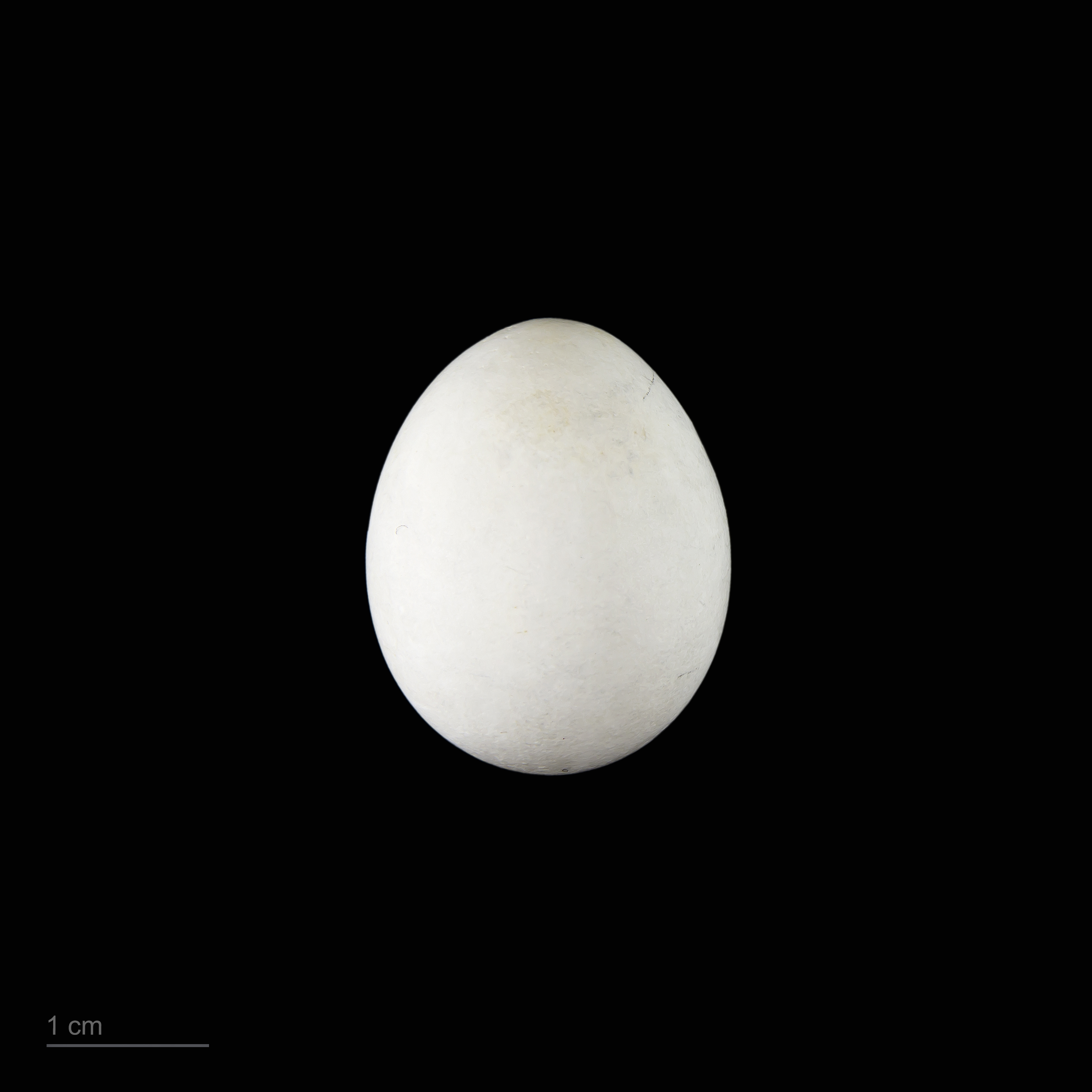
愛德華無花果鸚鵡的蛋

愛德華無花果鸚鵡（学名：Psittaculirostris edwardsii）又名愛氏果鸚鵡，是分布於新幾內亞東北部的一種中型鸚鵡，棲息範圍由查雅普拉以東至莫雷貝省，生活於潮濕的低海拔開闊林地。名字來自法國鳥類學家米奈·愛德華（Alphonse Milne-Edwards）。

## 特徵
外型矮胖，全長約 18 公分，體重約 105 公克。除頭部外全身主要為鮮綠色；頭頂黃綠色，眼先淺藍色，眼先至頭後有深藍色或黑色帶，臉部羽色鮮艷亮麗，頰羽及耳羽窄長（分別呈紅色及金黃色），飛羽內側有紅色斑點，喉部覆羽深藍色；雌雄羽色相似，但雄鳥胸至腹部呈紅色，喉嚨深藍色羽毛較雌鳥寬。虹膜深褐色，腳趾灰色。亞成鳥外貌近似雌鳥。

## 叫聲
常常一邊飛行一邊鳴叫，叫聲主要為高亢的「screeett」或「zseet」，或是尖銳且簡短的「ks」，有如硬幣掉落至混凝土上時產生的聲響。

## 習性
根據許多觀察紀錄描述，愛德華無花果鸚鵡常只有一兩隻棲息於果樹上（也有可能是因為大部分的體色都跟樹葉顏色相近，因此不容易觀察到），但少數大型族群的數量可達 35 隻。此外，本種也常和其他鳥類共同覓食，如雙眼無花果鸚鵡、果鳩（Ptilinopus）吸蜜鳥、椋鳥等均有紀錄；目前已知愛德華無花果鸚鵡會以果實或是種子為食（如無花果類）。和許多無花果鸚鵡一樣，愛德華無花果鸚鵡主要在樹洞裡築巢，野外詳細生殖狀態目前仍有待研究。